# Schwarzbach (Haslach)
Der Schwarzbach ist ein mitsamt seinem Oberlauf Schwarzbrunnenbach und seinem Unterlauf Freihaslacher Bach über 10 km langer, etwa ostsüdostwärts ziehender Bach. Er entsteht im unterfränkischen Landkreis Kitzingen, tritt dann aber bald in den mittelfränkischen Landkreis Neustadt an der Aisch - Bad Windsheim über. Zuletzt mündet er unter dem Namen Freihaslacher Bach zwischen Unterrimbach und Burghaslach von links in die Haslach.

## Geographie

### Quellbäche

#### Schwarzbrunnenbach
Der Schwarzbrunnenbach entspringt im Naturpark Steigerwald im Landkreis Kitzingen in Unterfranken ca. 1,5 km westlich des Ortes Haag und nördlich des Waldstückes Seeleinshölzer. Nach der Quelle verläuft der Graben in östlicher Richtung und südlich des Wiesenstückes Leitenäcker. Westlich des Ortes Haag mündet von Südwesten kommend der Fuchsgraben in ihn ein. Danach speist er im Ort Haag einen Fischweiher mit Wasser, um anschließend den Ort in östlicher Richtung zu verlassen. Nach ca. 2,5 km endet sein Bachlauf am Zusammenfluss mit dem Dürrnbucher Graben zum Schwarzbach.

#### Dürrnbucher Graben
Auch der Dürrnbucher Graben entspringt im Naturpark Steigerwald und im unterfränkischen Landkreis Kitzingen. Seine Quelle liegt östlich des Herpersberg und am westlichen Ortsrand von Dürrnbuch. Von dort an fließt der Graben in östlicher Richtung südlich am Ort Dürrnbuch vorbei, um anschließend ebenfalls an dessen Südseite das Klärwerk Dürrnbuch zu passieren. Der weiterhin östlich verlaufende Graben durchquert anschließend die Wiesenstücke Geiselwinder Weg und Lochgrund. Kurze Zeit später vereint er sich mit dem Schwarzbrunnenbach zum Schwarzbach.

### Oberlauf
Ab seinem Zusammenfluss aus Schwarzbrunnenbach und Dürrnbucher Graben fließt der Schwarzbach in östlicher Richtung und verläuft südlich an zwei Fischweihern vorbei, die er mit Wasser speist. Daraufhin wechselt das Gewässer aus dem Landkreis Kitzingen über in den Landkreis Neustadt an der Aisch - Bad Windsheim. Dort läuft der weiterhin Richtung Osten verlaufende Schwarzbach zunächst südlich an der Waldabteilung Herrnschlag vorbei, einem ca. 150 Jahre alten Eichenbestand. Der Bach, der hier in einem naturnahen Zustand ist, verläuft nun nördlich des Waldstückes Fürth-Hölzlein, das zugleich ein rechtlich geschütztes Biotop ist. Nördlich des Baches stehen der Höchstädter Berg (430 m ü. NHN) sowie der Sommerranken (441 m ü. NHN). Außerdem liegen südlich des Baches einige Fischweiher, die in den Schwarzbach entwässern. Aus östlicher Richtung kommt aus dem Apfelgrund ein kleiner Graben, der in den Schwarzbach fließt. In Burghöchstadt mündet aus Norden kommend ein weiterer kleiner Zufluss in den Schwarzbach, der seine Quellregion in der Nähe vom Burgstall Burghöchstadt hat.

### Mittellauf
Östlich des Ortes Burghöchstadt und am Lauf des Schwarzbachs liegt das ehemalige Niedermoor „Feuchtgebiet am Schwarzbach südöstlich Burghöchstadt“, das bei der Flurbereinigung trockengelegt wurde. Der nun fast parallel zur St. 2256 verlaufende Bach durchquert nun einige kleinere Wiesenstücke. In diesem Abschnitt ist der Schwarzbach begradigt und sehr landwirtschaftlich geprägt. Südlich des Baches erhebt sich zwischen Burghöchstadt und Münchhof der 411 m ü. NHN hohe sogenannte Burghöchstädter Berg. Der weiterhin strikt Richtung Osten fließende Bach erreicht kurze Zeit später den Burghaslacher Ortsteil Münchhof, der auf 326 m ü. NHN liegt.

### Unterlauf Freihaslacher Bach

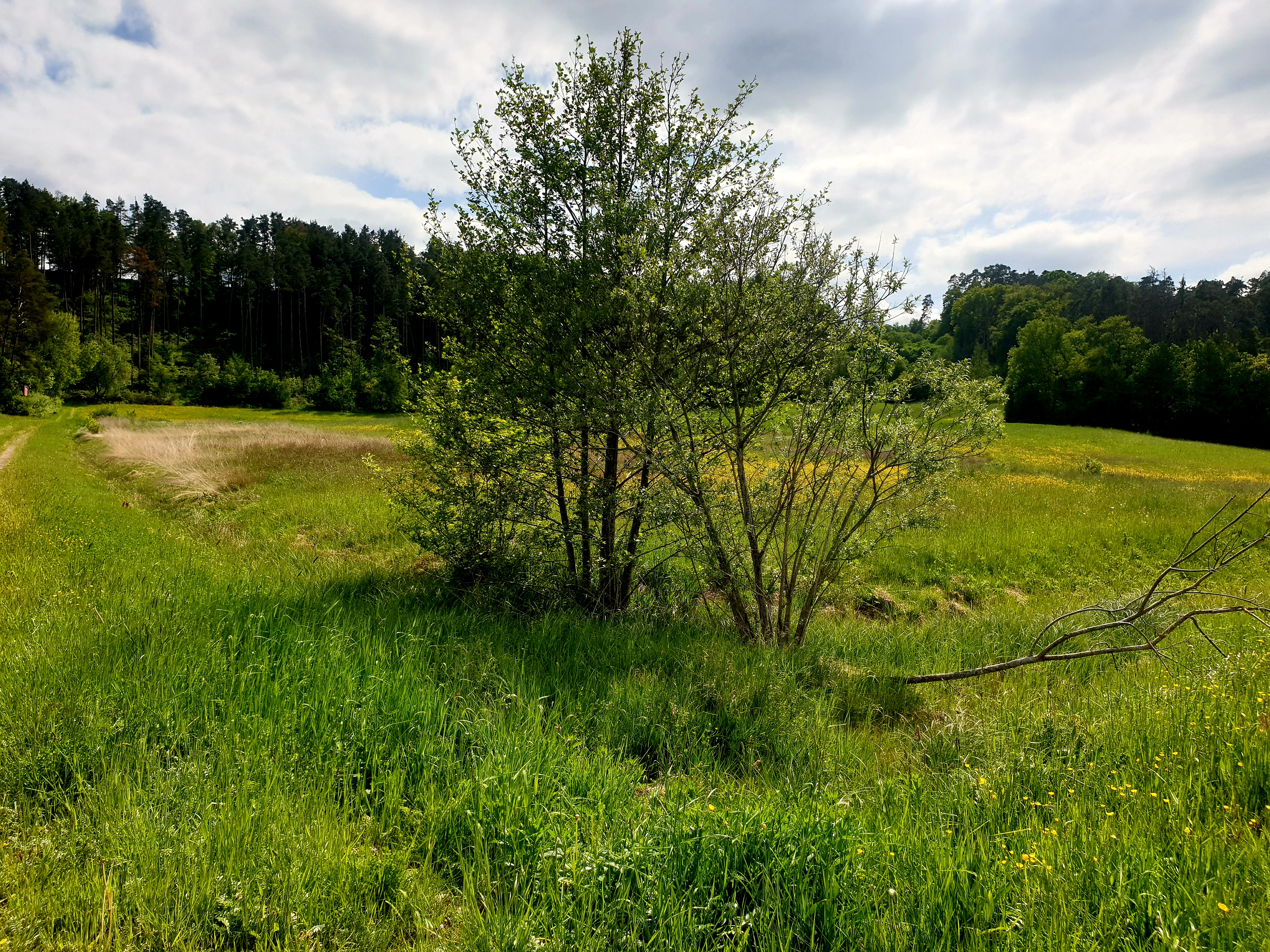
Feuchtgebiet bei Freishaslach

Der nun als Freihaslacher Bach bezeichnete Bachlauf verläuft weiterhin in östlicher Richtung. Östlich von Münchhof fließt er recht in naturnahem Lauf an einigen Biotopen nördlich und südlich des Baches vorbei. Anschließend durchquert der Bach einige landwirtschaftliche Flächen und erreicht wenig danach den Ort Freihaslach. Südlich des Baches und des Ortes Freihaslach liegt dort das letzte intakte Niedermoor des Landkreises Neustadt an der Aisch - Bad Windsheim und des ganzen südlichen Steigerwalds, der geschützte Landschaftsbestandteil „Feuchtgebiet bei Freihaslach“. Östlich des Ortes liegt ein größerer Fischweiher, den der Freihaslacher Bach mit Wasser speist. Der nunmehr etwas mehr in Richtung Süden verlaufende Bach mündet nach insgesamt 10,68 Bachkilometern zwischen Unterrimbach und Burghaslach in die Haslach. Der Bach hat ein mittleres Sohlgefälle von 14 ‰.

### Einzugsgebiet
Das 18,11 km² große Einzugsgebiet der Schwarzbachs liegt ausschließlich im Steigerwald. Es wird über die Haslach, die Reiche Ebrach, die Regnitz, den Main und zuletzt den Rhein zur Nordsee entwässert.
Es grenzt
- im Nordosten an das der Reichen Ebrach, die in die Regnitz mündet;
- im Südosten an das der Rimbachs, die ebenfalls in die Haslach mündet;
- im Südwesten an das des Appenbachs, der in die Rimbach mündet;
- und im Nordwesten an das des Zuflusses Ebrach der Reichen Ebrach.

Das Einzugsgebiet ist überwiegend landwirtschaftlich geprägt.

### Zuflüsse
Tabelle der direkten Zuflüsse.
Angegeben ist die Länge und das Einzugsgebiet des jeweiligen Zuflusses sowie sein Mündungsort und seine Mündungshöhe. Andere Quellen für die Angaben sind vermerkt.
| Name               | Lage       | Länge [in km] | EZG [in km²] | Mündungsort                          | Mündungs- höhe [m. ü. ŇHN] |
| ------------------ | ---------- | ------------- | ------------ | ------------------------------------ | -------------------------- |
| Dürrnbucher Graben | linker OL  | ca. 3,20      | ca. 2,81     | zwischen Dürrnbuch und Burghöchstadt | 361                        |
| Schwarzbrunnenbach | rechter OL | ca. 2,60      | ca. 2,73     | zwischen Dürrnbuch und Burghöchstadt | 361                        |
| Apfelgrundgraben   | rechtś     | ca. 0,71      | ca. 1,74     | westlich von Burghöchstadt           | 341                        |
| Lohberggraben      | rechts     | ca. 0,62      | ca. 1,74     | südlich von Burghöchstadt            | 335                        |
| Burgstallgraben    | links      | ca. 0,70      | ca. 2,00     | südlich von Burghöchstadt            | 334                        |
| Klärgraben         | rechts     | ca. 0,33      | ca. 0,75     | östlich von Burghöchstadt            | 330                        |
| Weilerholzbach     | links      | ca. 1,27      | ca. 2,48     | südlich von Münchhof                 | 319                        |

### Ortschaften
Ortschaften am Lauf mit ihren Zugehörigkeiten.
- Markt Geiselwind
  - Dürrnbuch (nahe dem linken Oberlauf Dürrnbucher Graben)
  - Haag (nahe dem rechten Oberlauf Schwarzbrunnenbach)
- Markt Burghaslach
  - Burghöchstadt
  - Münchhof
  - Freihaslach

## Naturschutz
Der Bach entspringt im mittleren Teil des Naturpark Steigerwald. Am Bach befinden sich einige geschützte Biotope, wie z. B. das Niedermoor Feuchtgebiet bei Freihaslach. Folgende wichtige Biotope liegen entlang oder in der Nähe des Baches.
| Biotop- nummer | Name                                                 | Fläche in Ha | Haupt- biotoptyp                                        |
| -------------- | ---------------------------------------------------- | ------------ | ------------------------------------------------------- |
| 6229-0009      | Feuchtgebiet am Schwarzbach südöstlich Burghöchstadt | 00,36        | Sonstiger Feuchtwald (incl. degenerierte Moorstandorte) |
| 6229-0016      | Feuchtgebiet bei Freihaslach                         | 01,05        | Niedermoor                                              |